# Lychee
De lychee (Litchi chinensis) is een groenblijvende, tot 30 m hoge boom met een dichte, brede kroon. De naam wordt ook gebruikt voor de vrucht van deze boom. De verspreid staande, afwisselend geplaatste bladeren zijn 12-25 cm lang en even of zelden oneven geveerd. De 4-8 deelblaadjes zijn ei- tot lancetvormig, toegespitst, 6-15 cm lang en 1,7-4 cm breed. Ze zijn dun-leerachtig, gaafrandig, aan de bovenkant glanzend donkergroen en aan de onderkant grijsgroen. De bloemen groeien in schermachtige, vertakte, eindstandige, hangende tot 70 cm lange bloeiwijzen. De bloemen hebben vier gelige of groenige kelkbladen en geen kroonbladen.
De tropische vrucht wordt voornamelijk geïmporteerd uit Madagaskar, Mauritius, Zuid-Afrika, Israël en Azië. De aanvoer loopt het hele jaar rond, met een maximum in de periode van eind december tot eind februari. De vrucht is verwant aan de ramboetan ("harige lychee", minder sappig en zoet, steviger), de kapoelasan, de korlan, de knippa, de pitomba, longan en de aki. Deze vruchten behoren tot de zeepboomfamilie (Sapindaceae). De vruchten groeien in trossen van 5 tot 30 stuks aan bomen die tot 20 meter hoog kunnen worden. De oorsprong van de lychee ligt in China.

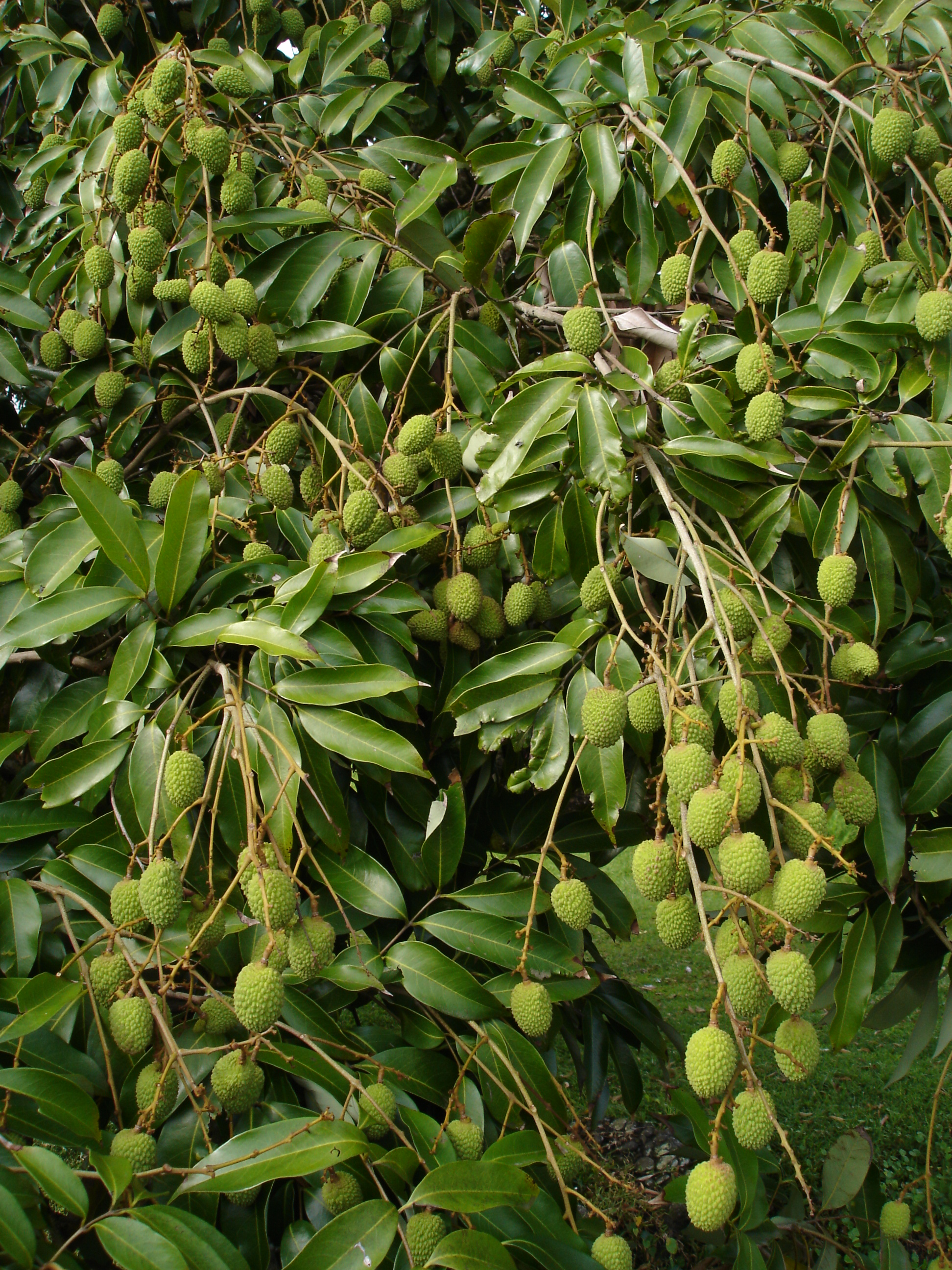
Onrijpe vruchten aan boom

De lychee is een ronde of ovaalvormige vrucht van 3 tot 5 cm diameter, met een opvallende rode schil. Deze voelt enigszins leerachtig aan en licht gebobbeld. Het vruchtvlees, de zaadmantel is glazig wit, van stevige structuur, en in het midden bevindt zich een langwerpige bruine pit. De vrucht is sappig (kruidig)zoet van smaak, te vergelijken met de muskaatdruif, en 'kraakt' enigszins bij het kauwen. Lychees zijn tevens in blik verkrijgbaar.
Lychees verkleuren tijdens het rijpingsproces van rozerood naar roodbruin. Ze worden rijp geplukt en kunnen direct gegeten worden. De lychee kan het beste koel bewaard worden in de fruitlade van de koelkast (maximaal 1 week houdbaar). De harde schil van de lychee breekt onder de druk van een vinger en/of nagel en kan vervolgens van het vruchtvlees verwijderd worden.

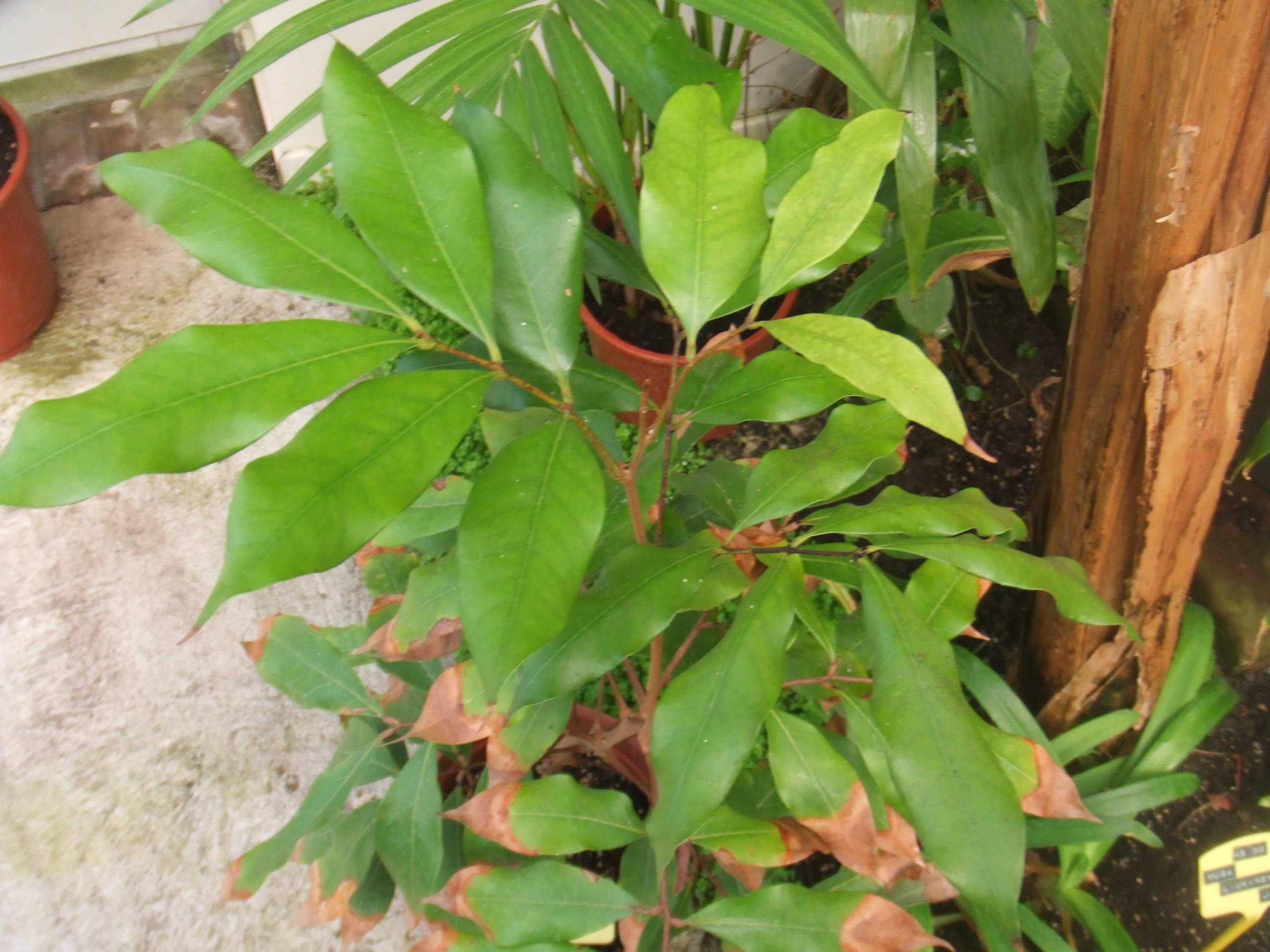
Jonge plant in de Botanische Tuin TU Delft

## Voedingswaarde
Voedingswaarde per 100 gram:
- Energie: 342 kJ / 81 kcal
- Calcium: 10 mg
- Eiwit: 0,9 g
- Vitamine B2: 0,05 mg
- Koolhydraten: 18 g
- Vitamine C: 39 mg
- IJzer: 0,4 mg